# Zevenjarige Oorlog (1563-1570)
De Zevenjarige Oorlog of Driekronenoorlog tussen Koninkrijk Denemarken en Noorwegen (onder koning Frederik II) en Zweden (onder koning Erik XIV) woedde van 1563 tot en met 1570. De oorlog wordt ook wel de Den Nordiske Syvårskrig (De Zevenjarige Scandinavische Oorlog) genoemd. De strijdende partijen bestonden uit Denemarken-Noorwegen, Polen en de hanseaten uit Lübeck gezamenlijk tegen Zweden. Inzet was de heerschappij in het Oostzeegebied, binnen de Noordse landen en de omvangrijke handel met Rusland.
Zweden had de intentie om de Deense suprematie te doorbreken. De Deense koning streefde juist naar een heropleving van de Kalmarunie onder Deens leiderschap.
De oorlog begon in de Oostzee op 30 mei 1563, toen een afdeling van de Deense vloot bij Bornholm een aantal waarschuwingsschoten loste om een Zweedse vlooteenheid hun topzeil te doen strijken. Op deze manier wilden ze de Deense heerschappij in de Oostzee doen gelden. Het schip van de Zweedse admiraal werd geramd en de negen Deense en negentien Zweedse schepen gingen de strijd aan. De Zweden veroverden vier Deense schepen met ongeveer vijfhonderd manschappen.
Koning Frederik had erop gerekend dat hij met zijn Duitse huursoldaten vrij snel de oorlog van zijn geestelijk zwakke neef zou winnen, maar hij kon ternauwernood voorkomen dat hij Noorwegen aan Zweden verloor. Vanwege slecht georganiseerde bevoorrading moest hij de veldtocht naar Stockholm afbreken en moest zijn leger gedwongen overwinteren in Skåne. Het jaar daarop namen de Zweden het initiatief: zij trokken Noorwegen op meerdere plekken binnen en hielden huis in Halland en Blekinge.
Laat in de zomer wist Frederik II met een lening alsnog een aanval op Stockholm te financieren. De aanval werd echter een fiasco en hij was gedwongen zich terug te trekken. In oktober ondernam hij een nieuwe poging, maar deze had hetzelfde resultaat.
De jaren van strijd die daarop volgden, kostten een vermogen. Alle strijd leverde de partijen uiteindelijk weinig op: de Vrede van Stettin in 1570 leidde slechts tot kleine veranderingen in de verhouding tussen de Noordse rijken.
Lijflandse Oorlog (1558-1583) · Zevenjarige Oorlog (1563-1570) · Kalmaroorlog (1611-1613) · Deens-Zweedse Oorlog (1643-1645)

Noordse Oorlog (1655-1660): Pools-Zweedse Oorlog (1655-1660) · Russisch-Zweedse Oorlog (1656-1658) · Deens-Zweedse Oorlog (1657-1658) · Zweeds-Nederlandse Oorlog (1658-1660)

Schoonse Oorlog (1675-1679) · Grote Noordse Oorlog (1700-1721)
Zweedse Onafhankelijkheidsoorlog (1521-1524) · Zevenjarige Oorlog (1563-1570) · Kalmaroorlog (1611-1613) · Deens-Zweedse Oorlog (1643-1645) · Noordse Oorlog (1655-1660) · Schoonse Oorlog (1674-1679) · Noordse Oorlogen: Deens-Zweedse Oorlog (1657-1658) & Zweeds-Nederlandse Oorlog (1658-1660) · Grote Noordse Oorlog (1700-1721) · Russisch-Zweedse Oorlog (1788-1790) · Finse Oorlog (1808-1809)
Zevenjarige Oorlog (1563-1570) · Pools-Zweedse Oorlog (1598–1599) · Pools-Zweedse Oorlog (1600-1611) · Pools-Zweedse Oorlog (1617-1629) · Pools-Zweedse Oorlog (1655-1660) (onderdeel van de Noordse Oorlog (1655-1660)) · Grote Noordse Oorlog (1700-1721) · Vierde Coalitieoorlog (1806-1807) · Zesde Coalitieoorlog (1812-1814)